# Щасливе (Бахчисарайський район)
Щасли́ве (до 1945 року — Бую́к-Озенба́ш, крим. Büyük Özenbaş) — село в Україні, в Бахчисарайському районі Автономної Республіки Крим. Підпорядковане Зеленівській сільській раді.

## Опис
Розташоване на південному сході району.
В селі понад 150 дворів, в яких, за переписом 2001 року, проживає 415 людей. Площа — 37 гектарів.
В селі працює медпункт, магазини, діє мечеть Бююк-Озенбаш Джамісі.

## Географія
Щасливе розташоване на крайньому південному сході району, у верхів'ях долини річки Бельбек, біля західного підніжжя хребта гори Ай-Петрі. В селі, власне, і народжується річка Бельбек, утворюючись від злиття витоків — річок Кючюк-Озенбаш, Буюк-Озенбаш і Манаготра. Село лежить на висоті 360 метрів над рівнем моря.
Територіально село знаходиться за 14 км від розвилки на 30-му кілометрі автомобільної траси Бахчисарай — Ялта. Відстань до Бахчисараю — близько 43 кілометрів, найближча залізнична станція — Сірень — близько 33 км. Сусідні села: Многоріччя (1,5 км), Зелене (4,5 км), Богатир (7 км). На північній околиці села в 1963 році, перегородивши вузьку V-подібну долину Манаготри греблею, створено Щасливенське водосховище, призначене для постачання питною водою Великої Ялти. З цієї ж мети в грудні 1963 року на південь від села був прокладений під Ай-Петрі, на глибині 650 метрів, водоводний тунель довжиною 7 км, з яких 216 м вода самопливом надходить на Південне узбережжя Криму.

## Історія
Історична назва Щасливого — Бююк-Озенбаш. Історію села простежують з XV століття, але наявність в околицях села таврійських поховань, так званих «Кам'яних ящиків», дозволяють припустити про заселення місця з часів до нашої ери.

### ЧасиФеодоротаОсманської імперії
До падіння у 1475 році Мангупа, село, як і вся округа, була заселена нащадками готів, що змішалися з корінним населенням, і належала князівству Феодоро, входячи, мабуть, у вотчину великого церковно-феодального комплексу Х — XV століть на горі Бойка. Після загибелі князівства село було приєднано до Османської імперії і увійшло до складу Мангупського кадилик Кефінського еялету. За свідченням турецького мандрівника XVI століття Евлії Челебі, гори південно-західного Криму називалися Татскім Ілем і місцеві жителі складали у війську Кримських ханів свого роду еліту — стрільців і артилеристів. У ті самі роки вперше зустрічається згадка села Озенбаш — у джізйе Дефтера Ліва-і Кефе (османській податкової відомості) 1652 року, де перераховуються два десятки грецьких імен. Але у Відомості про виведених з Криму християн О. В. Суворова від 18 вересня 1778 село не значиться: або греків до того часу в Озенбаші не залишилося, або, що нерідко траплялося під час того переселення, християни, щоб не виїжджати, терміново прийняли іслам .
У Кримському ханстві Озенбаш входив в Мангупської кадилик Бахчисарайського каймаканства, що зафіксовано в Камеральному описі Криму 1784 року, там же записані три села: Узенбаш, «Інший Узенбаш» і «Третій Узенбаш». У ханстві село пробуло всього 9 років: від здобуття ханством незалежності 1774 року до анексії Криму Російською імперією 1783 року.

## Відомі особистості
В поселенні народився:
- Османов Сейтумер Османович (1907—2008) — кримськотатарський і узбецький іхтіолог і паразитолог.